# Nick Szabo
Nicholas „Nick“ Szabo (* 5. April 1964) ist ein Informatiker, Rechtswissenschaftler und Kryptograph, der für seine Forschungen über Smart Contracts und digitale Währungen bekannt ist.

## Leben
Szabo schloss 1989 sein Studium der Informatik an der University of Washington ab und erhielt einen Juris Doctor von der George Washington University Law School. Er hat eine Ehrenprofessur an der Universidad Francisco Marroquín inne.
Der Begriff und das Konzept der „Smart Contracts“, die ein wichtiges Merkmal bei Blockchains und Kryptowährungen sind, wurden von Szabo entwickelt. Ziel ist es, wie er es nennt, „hochentwickelte“ Praktiken des Vertragsrechts und der Vertragspraxis in die Gestaltung von Protokollen für den elektronischen Handel zwischen Fremden im Internet einzubringen.
1998 entwarf Szabo einen Mechanismus für eine dezentralisierte digitale Währung, die er „bit gold“ nannte. Bit gold wurde nie implementiert, wird aber als „direkter Vorläufer der Bitcoin-Architektur“ bezeichnet.
2021 schloss sich Elon Musk der Hypothese an, dass Szabo der Bitcoin-Erfinder Satoshi Nakamoto sei.

## Ausgewählte Publikationen
- N. Szabo, Smart contracts: building blocks for digital markets, EXTROPY: The Journal of Transhumanist Thought, (16), 18. Jg., Nr. 2, 1996.
- N. Szabo, Formalizing and securing relationships on public networks, First monday, 1997.
- N. Szabo, Micropayments and mental transaction costs, 2nd Berlin Internet Economics Workshop, S. 44, 1999.